# Fenneviller
Fenneviller (1719: Fenviller) ist eine französische Gemeinde im Département Meurthe-et-Moselle in der Region Grand Est (bis 2015 Lothringen).

## Bevölkerungsentwicklung
| Jahr      | 1901 | 1911 | 1946 | 1962 | 1968 | 1975 | 1982 | 1990 | 1999 | 2006 | 2019 |
| Einwohner | 350  | 361  | 268  | 226  | 229  | 169  | 150  | 125  | 105  | 110  | 101  |

## Sehenswürdigkeiten
- Kirche Mariä Geburt (Église de la Nativité-de-la-Vierge)
- Kapelle des Guten Vaters (Chapelle du Bon-Père)

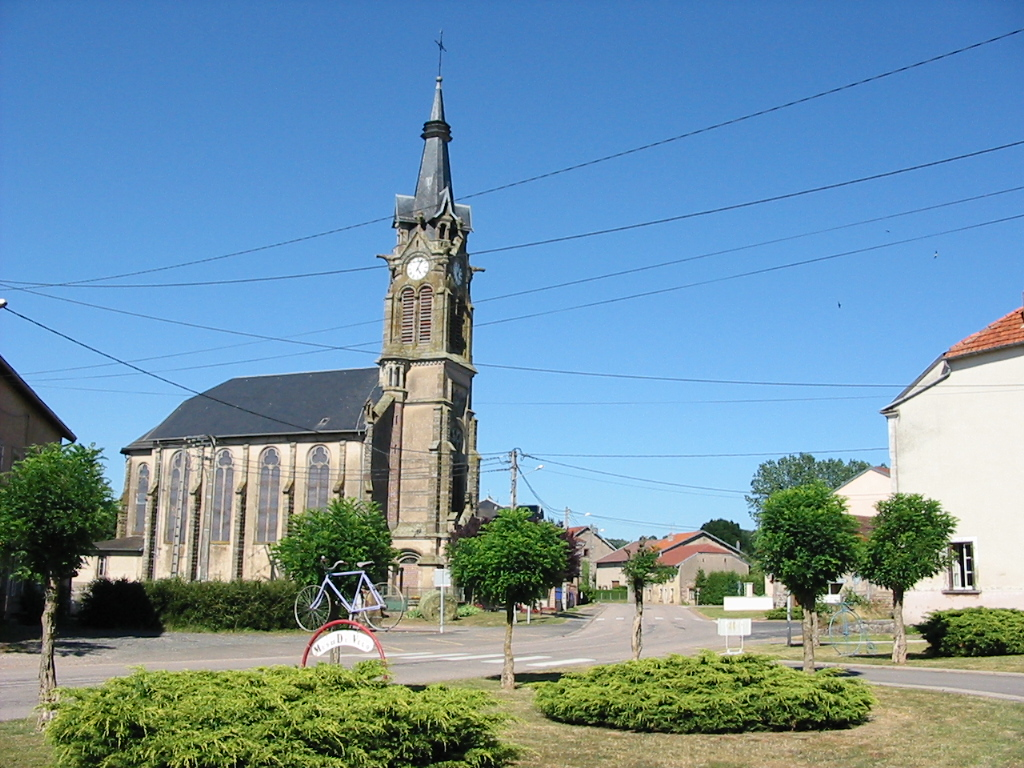
Kirche Mariä Geburt

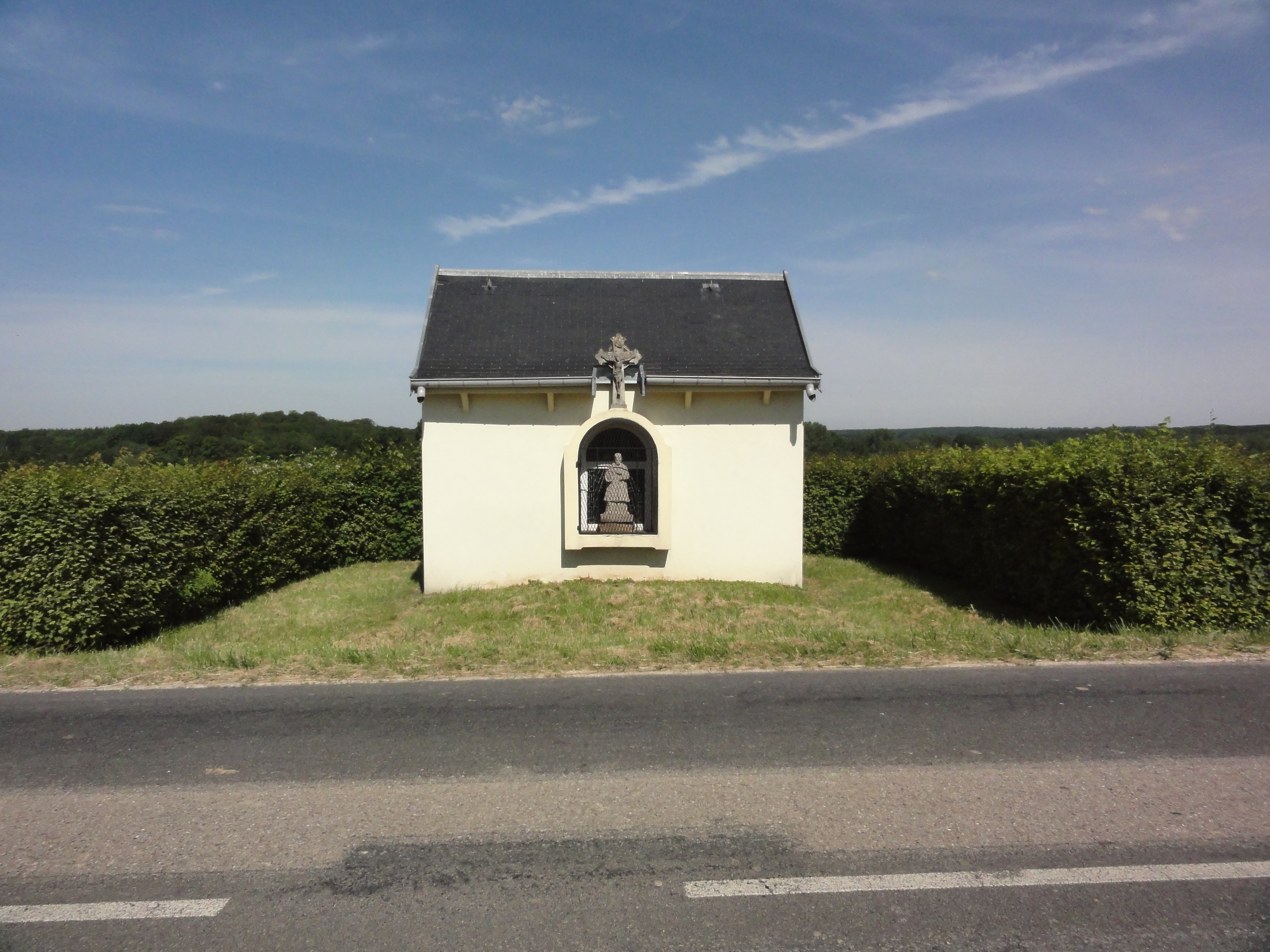
Kapelle des Guten Vaters